# Reino de Petén Itzá
O Reino de Petén Itzá foi um estado maia regido a partir da cidade de Nojpetén, no lago Petén Itzá, na atual Guatemala.

## Nojpetén

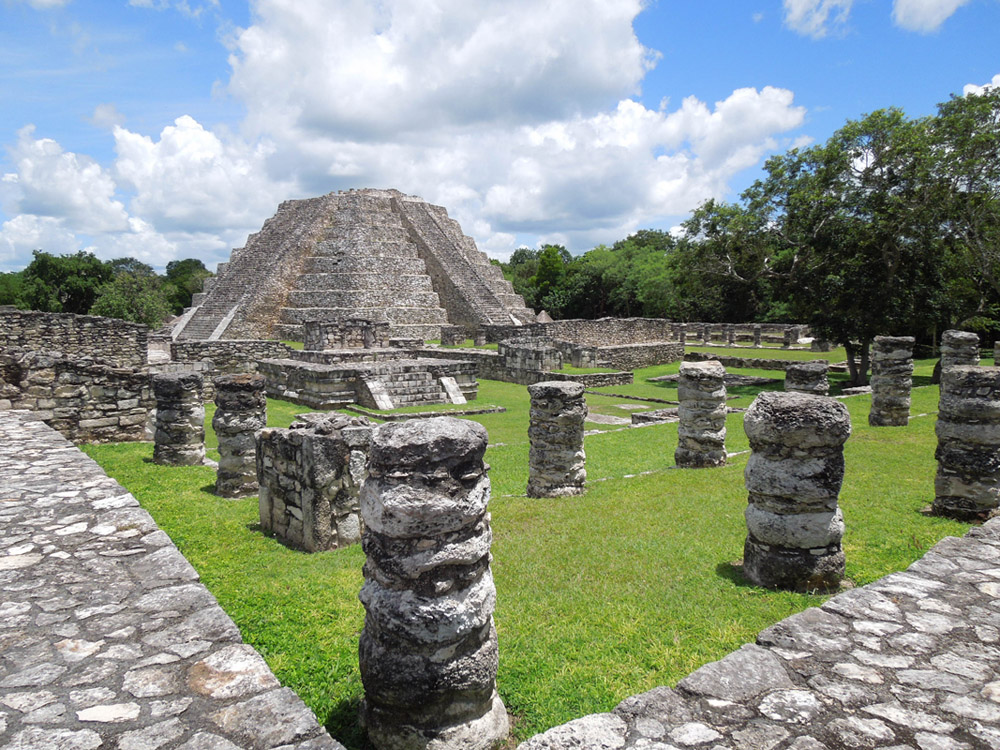
O templo de Nojpetén provavelmente se assemelhou ao principal de Mayapán

Bernal Díaz del Castillo descreveu Nojpetén no capítulo CLXXVIII de seu livro História verdadeira da conquista da Nova Espanha:[1]

[...] Tayasal, que está em uma ilhota cercada de água, e se não em canoas, não pode ser acessada por terra, e branqueavam as casas e santuários de mais duas leguas que se pareciam, e era berço de outros pequenos povos que ali perto estão.— Bernal Díaz del Castillo
A cidade estava repleta de edifícios: templos, palácios e casas com teto de palha. Os relatos espanhóis de 1698 afirmam que a cidade tinha vinte e um templos; o maior deles (que os espanhóis chamam «castelo») tinha uma base quadrada de 16,5 m de lado. Esse último tinha nove terraços escalonados e estava orientado para o norte, sendo muito similar em desenho às pirâmides principais de Chichén Itzá e Mayapán, no Yucatán. Tinha aproximadamente a metade do tamanho do grande templo de Mayapán; e cada andar, se acredita, tinha menos de um metro de altura. Ainda assim, sua imponência não era prejudicada. É possível que só tivesse uma escada de acesso no lugar das quatro radiais que tradicionalmente se encontram nos templos yucatecos. Estava coroada por um santuário de teto plano, com estatuetas que representavam os deuses itzás. Desmontá-lo  provavelmente exigiu um esforço considerável, mas não está mencionado na documentação espanhola.
Quando o missionário espanhol Andrés de Avendaño e Loyola visitou a cidade, a princípios de 1696, nove dos templos tinham sido recentemente incendiados durante um ataque dos mayas couoh, ainda que tivessem sido reconstruídos; o ataque também tinha destruído muitas casas. As cerâmicas ritualísticas, que os espanhóis tomaram por ídolos pagãos, estavam dispostas em casais em pequenos bancos distribuídos por toda a cidade. Os espanhóis destruíram-nas depois de conquistar a cidade.

## História

### Separação da Liga de Mayapán e migração ao Petén

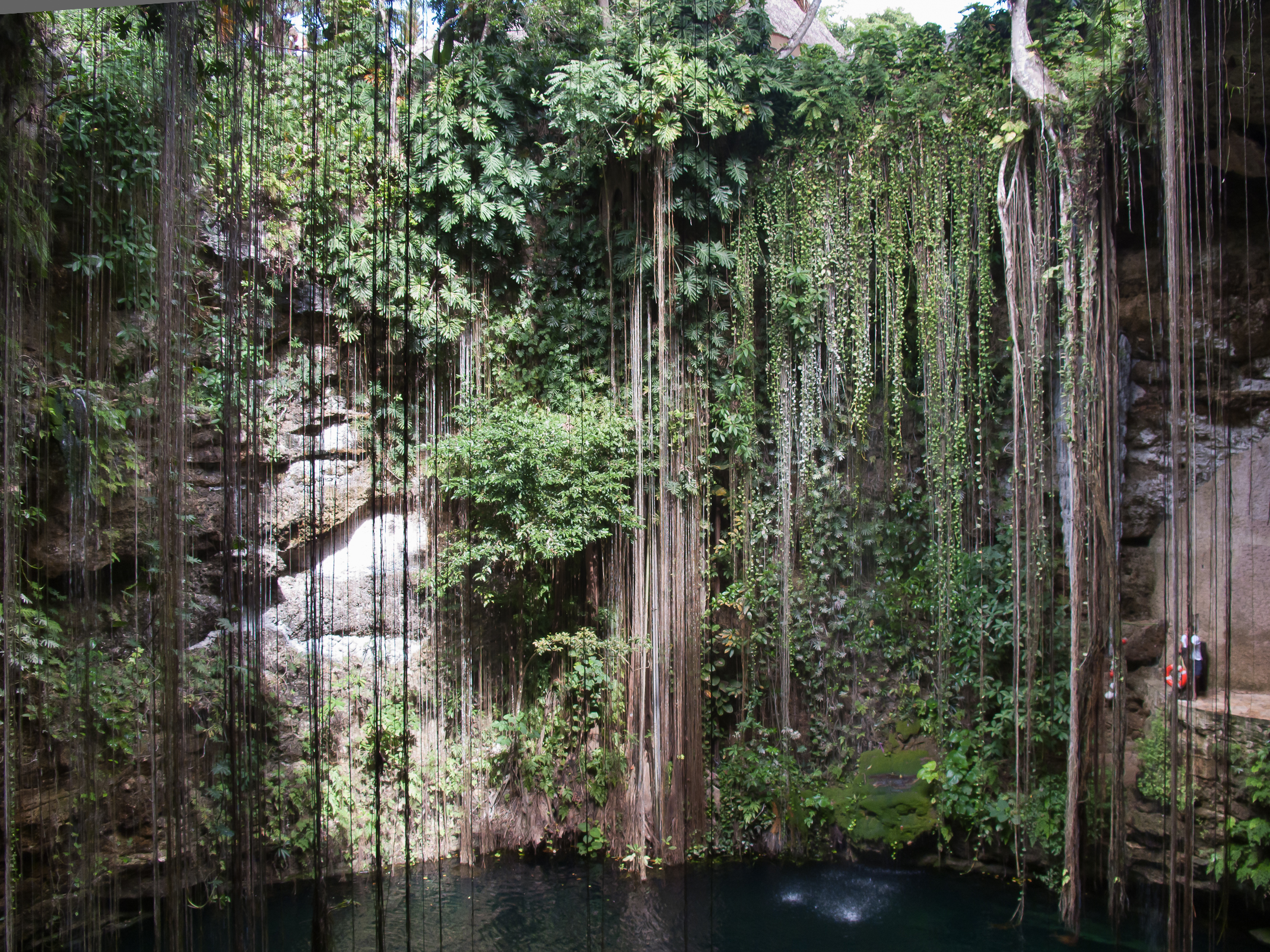
O cenote sagrado em Chichén Itzá

Em 1175 a Liga de Mayapán começou a se desintegrar. Um cocom chamado Ceel Cauich Ah foi empurrado no cenote de Chichén Itzá, um buraco profundo cheio de água. A água está a quinze metros da borda do poço, cujas paredes são muito íngremes. O cenote era considerado um portal para outro mundo, e é quase impossível sair dele. Contra todas as expectativas, Ceel conseguiu, e se autoproclamou ahau, chefe espiritual e político itzá, adotando o nome de Hunac Ceel Cauich. Os itzás não reconheceram sua autoridade, mas muitos de Mayapán e da região dos cocom o fizeram.
Em 1194, Hunac Ceel Cauich declarou a guerra a Chac Chac Xib, um dos quatro senhores de Chichén Itzá, que eram irmãos. Os outros três eram Sac Xib Chac, Chac Ek Yuuan e Hun Yuuan Chac (também chamado uooh Puc). Os itzás finalmente emigraram a Tayasal, uma ilha no lago Petén Itzá, em 1194.

### Princípios doséculo XVI
Em 1525, após a conquista espanhola do Império azteca, Hernán Cortês dirigiu uma expedição por terra a Honduras, que atravessou o reino itzá. Seu objetivo era subjugar o rebelde Cristóbal de Olid, a quem tinha encomendadoa  conquista de Honduras, e que tinha se independizado ao chegar ali. Cortês alcançou a orla setentrional do lago Petén Itzá no dia 13 de março de 1525, onde foi recebido por Aj Kan Ek', o senhor do lugar. Os sacerdotes católicos que acompanhavam à expedição celebraram a missa em presença deste, que se diz ter ficado tão impressionado que se comprometeu a adorar a Cruz e destruir seus ídolos.
Cortês aceitou o convite do rei para visitar Nojpetén e cruzou à cidade maia com um pequeno contingente de soldados espanhóis, enquanto o resto do exército contornava o lago para reunir-se novamente ao general na orla sul do lago de Petén Itzá.[9][6] Ali, Cortês deixou aos itzá um cavalo manco, que os nativos trataram como uma divindade; tentaram alimentá-lo com aves de curral, carne vermelha e flores, mas o animal morreu em pouco tempo.

### Início doséculo XVII
Após Cortês, nenhum espanhol visitou os belicosos itzás de Nojpetén por quase cem anos.
Em 1618, dois frades franciscanos saíram de Mérida, em Yucatán, com a missão de converter pacificamente os itzás, que conservavam sua antiga religião no centro do Petén. Bartolomé de Fuensalida e Juan de Orbita eram acompanhados também pelo prefeito de Bacalar (um funcionário público colonial espanhol) e alguns maias cristianizados. Após uma árdua viagem de seis meses, os viajantes foram bem recebidos pelo Kan Ek' de então. Ficaram alguns dias em Nojpetén para  evangelizar aos itzás, mas o Aj Kan Ek ' se negou a renunciar à religião maia, ainda que tenha  mostrado interesse nas missas que celebraram os misionários. O Kan Ek explicou-lhes que, segundo uma antiga profecia itzá, ainda não era o momento de se converter ao cristianismo.
Desde que Cortês havía visitado Nojpetén, os itzás tinham feito uma estátua do cavalo deificado. Juan de Orbita se indignou pelo que considerou um ídolo e se apressou em despedaça-lo. Fuensalida acalmou a fúria dos indígenas e salvou a vida de seus colegas graças a um sermão especialmente elocuente com o que obteve o perdão da ofensa. No entanto, as tentativas de converter aos itzás fracassaram e os frades acabaram por abandonar amistosamente Nojpetén.
Os frades regressaram em 1619; chegaram em outubro e permaneceram dezoito dias na cidade. Uma vez mais, o Kan Ek' deu-lhes as boas-vindas, mas os sacerdotes maias foram hostis com os visitantes, temendo sua influência sobre o rei. Como consequência, os sacerdotes fizeram com que a esposa do soberano o persuadisse da conveniência de expulsar os catequizadores espanhóis, e assim foi feito. Um grupo de guerreiros armados rodeou os alojamentos dos missionários e tanto estes como seus servintes foram escoltados a uma canoa que os esperava. Ali, se ordenou que se fossem e não regressassem jamais. Juan de Orbita tentou resistir, mas um guerreiro itzá o deixou inconsciente. Os missionários foram expulsos sem comida nem água, mas sobreviveram à viagem de retorno a Mérida.

### Meados do século XVII
Em 1622 o capitão Francisco de Mirones partiu de Yucatán para atacar aos itzás. Posteriormente,o frade franciscano Diego Delgado uniu-se a seu exército. A caminho de Nojpetén, Delgado se deu conta de que o tratamento do exército espanhol frente aos maias era cruel e os deixou para ir, por conta própria, a Nojpetén, junto a oitenta maias cristianizados oriundos de Tipu, em Belize. Quando o grupo de Delgado chegou a Nojpetén, todos foram aprisionados e sacrificados aos deuses maias. Pouco depois, os itzás surpreenderam a Mirones e seus soldados com a guarda baixa e desarmados, na igreja de Sacalum, e passaram-nos a todos pelas armas. Estes fatos puseram fim às empreitadas espanholas em busca dos itzás pelos próximos setenta e três anos, até 1695.

### Finais doséculo XVII
Em 1695 o governador de Yucatán, Martín de Urzúa e Arizmendi, começou a construir uma estrada de Campeche ao Petén. O franciscano Andrés de Avendaño, indo runo a Nojpetén, a seguiu o máximo que pode e, quando chegou ao extremo das obras, continuou para a cidade com guias maias da zona. O grupo alcançou o extremo ocidental do lago Petén Itzá e foi recebido com alvoroço pelos itzás locais. No dia seguinte, o Kan Ek' de então cruzou o lago com oitenta canoas para receber aos visitantes. Os franciscanos foram então levados a Nojpetén com o Kan Ek' , e ali batizaram mais de trezentos meninos itzás nos quatro dias que sucederam a sua chegada.
Avendaño tentou convencer ao Kan Ek' para que também se convertesse ao cristianismo e se rendesse à Coroa espanhola, mas em vão. O rei itzá, como seu antepassado, citou a profecia e afirmou que ainda não era o momento adequado para abraçar o cristianismo. No entanto, o monarca pediu aos espanhóis que regressassem dentro de quatro meses, momento no que os itzás se converteriam e jurariam lealdade ao rei da Espanha. Mais ainda, o rei descobriu planos de um grupo itzá rival para emboscar e matar aos franciscanos e aconselhou aos frades que regressassem a Mérida por Tipu. No caminho,os frades espanhóis se perderam e sofreram grandes perdas, mas finalmente voltaram a Mérida após um mês de viagem.
O Kan Ek' despachou emissários a Mérida em dezembro de 1695 para informar a Martín de Ursúa de que os itzás iam submeter-se pacificamente ao domínio espanhol dentro dos quatro meses citados. O capitão Pedro de Zubiaur chegou ao lago Petén Itza com sessenta soldados, além do frade San Buenaventura e guerreiros maias yucatecos aliados. O contingente esperava boas-vindas pacíficas, mas foram atacados de imediato por aproximadamente dois mil guerreiros maias. San Buenaventura e um de seus colegas franciscanos, um soldado espanhol e vários guerreiros maias yucatecos foram feitos prisioneiros. Reforços espanhóis chegaram ao dia seguinte, mas os itzás repeliram sua investida. Este giro dos acontecimentos convenceu Martín de Ursúa de que o Kan Ek' não se renderia pacificamente, o que o levou a começar a organizar o assalto a Nojpetén.

### Guerra com os couoh

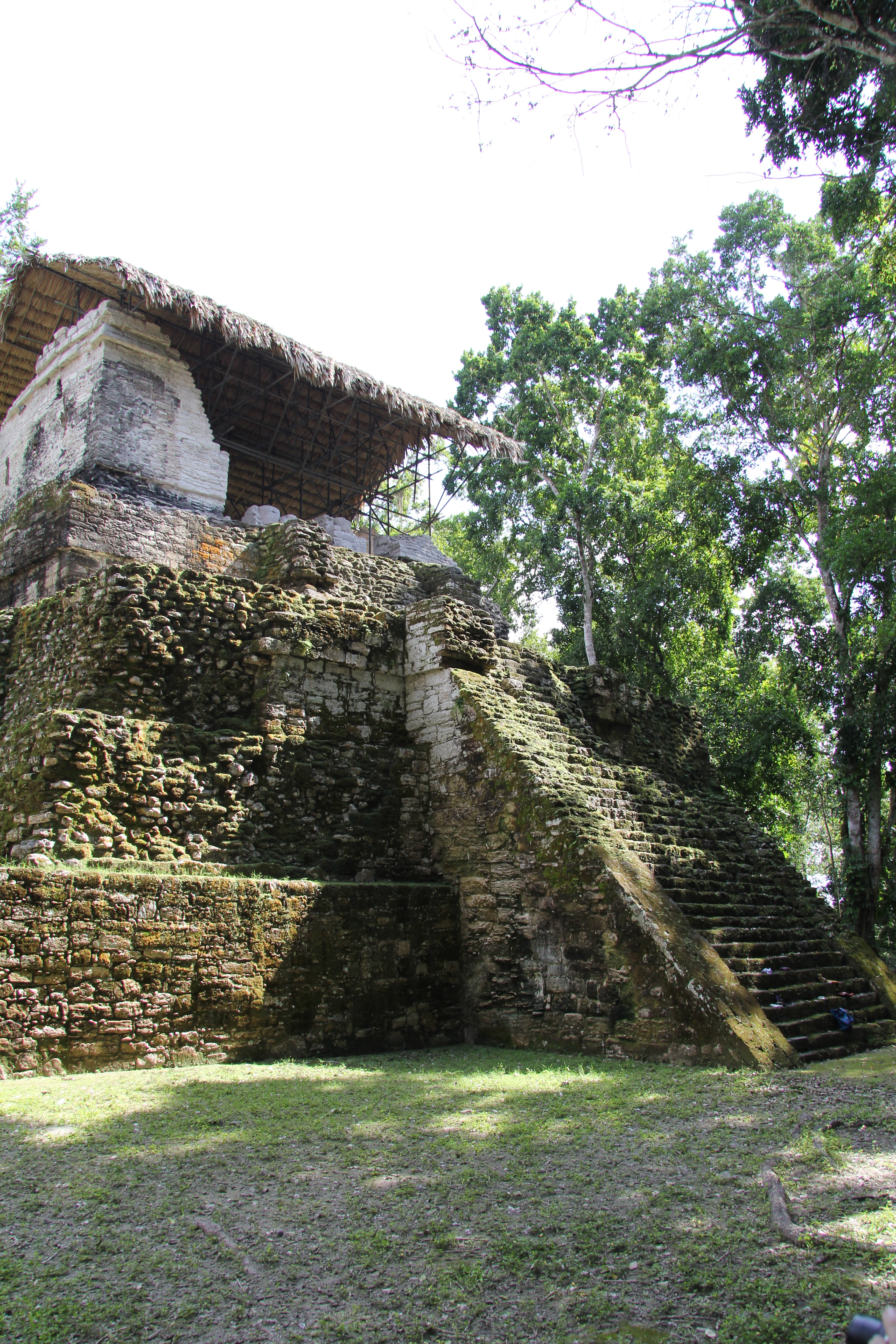
Topoxté era a cidade secundária dos couoh. Foi abandonada antes da conquista espanhola

Em 1696, os couoh atacaram a Nojpetén. Os itzás conseguiram expulsá-los da cidade, mas esta sofreu danos consideráveis nos combates.

### Conquista

Os territórios em torno do lago Petén Itzá em 1697

Martín de Ursúa alcançou a orla do lago Petén Itzá liderando um exército espanhol no dia 1 de março de 1697, onde construiu um acampamento fortificado e um barco, planejando atacar a cidade insular. Nove dias depois, no dia 10 de março, o Kan Ek' enviou uma canoa com uma bandeira branca. Entre os emissários do senhor da cidade estava o sumo sacerdote, que expressou a disposição itzá de se render pacificamente. Ursúa recebeu à embaixada , e convidou o Kan Ek' a visitar seu acampamento três dias depois.
No dia escolhido o Kan Ek' não compareceu, e os espanhóis observaram movimentações dos guerreiros maias, que se organizavam tanto nas orlas do lago como em canoas. Ursúa então descartou que os itzás fossem se entregar pacificamente à autoridade do monarca espanhol, e em 13 de março de 1697 o explorador empreendeu o ataque pelo lago à capital do Kan Ek'.
A cidade caiu depois de uma breve, mas sangrenta batalha, na que morreram muitos guerreiros itzás; os espanhóis tiveram poucas baixas. Os itzás sobreviventes buscaram chegar a terra firme nadando, mas muitos se afogaram. Martín de Ursúa fincou seu estandarte no ponto mais alto da ilha dos derrotados Itzás, e rebatizou Nojpetén como Nossa Senhora dos Remédios e San Pablo, Lago do Itzá.[18][19] O Kan Ek' foi aprisionado rapidamente com a ajuda do senhor maia da rival Yalain.
Ursúa então retornou a Mérida, deixando ao Kan Ek' e a outros de seus familiares como prisioneiros da guarnição espanhola da nova Nossa Senhora dos Remédios e San Pablo. Reforços de Santiago dos Caballeros da Guatemala chegaram em 1699, mas uma epidemia fez com que se retirassem cedo. O contingente então voltou à capital guatemalteca levando consigo o Kan Ek' , a seu filho e a dois de seus primos, que morreram no caminho.
O último Kan Ek' e seu filho passaram o resto de suas vidas baixo detenção domiciliar na capital colonial.